# 德爾里奧 (加利福尼亞州)
德爾里奧（英語：Del Rio）是位於美國加利福尼亞州斯坦尼斯洛斯縣的一個人口普查指定地區。

## 地理
德爾里奧的座標為37°44′47″N 121°00′42″W / 37.74639°N 121.01167°W，而該地最高點為海拔高度39米（即128英尺）。

## 人口
根據2010年美國人口普查的數據，德爾里奧的面積為5.377平方千米，當中陸地面積為4.723平方千米，而水域面積為0.654平方千米。當地共有人口1270人，而人口密度為每平方千米236人。